# Armand Marrast
Pour les articles homonymes, voir Marrast.
Armand Marie François Pascal Marrast, né le 5 juin 1801 à Saint-Gaudens (Haute-Garonne) et mort le 10 mars 1852 à Paris, est un journaliste et homme politique français.
Militant dans l'opposition libérale sous la Restauration, il prend part à la révolution de 1830 et participe au mouvement républicain sous la monarchie de Juillet ; élu député à l'Assemblée constituante sous la IIe République, il se retire de la vie politique après son échec aux élections législatives en mai 1849.

## Biographie

### Origines familiales
Fils d'un avoué de Saint-Gaudens, Armand Marrast est très jeune orphelin de père. Sa mère devient directrice d'une institution de jeunes filles de Saint-Sever (Landes).

### Débuts professionnels dans l'enseignement (1820-1827)
Armand Marrast est nommé régent au collège de Saint-Sever, puis au collège de Pont-Levoy (Cher), dirigé par Germain Sarrut. Il devient maître d'études au collège Louis-le-Grand, période durant laquelle il réussit à obtenir sa licence, puis son doctorat ès lettres (1825), avec une thèse de littérature intitulée : « Éclaircissements sur cette question : Est-ce aux poètes ou aux prosateurs qu’appartient la gloire d’avoir le plus contribué à former et à perfectionner la langue française ? » et une thèse latine intitulée : Dissertatio de veritate.

### De la révocation aux Trois Glorieuses (août 1827-juillet 1830)
En août 1827, il est désigné avec Morhéry par l'association « Aide toi, le ciel t'aidera » pour prendre la tête du convoi lors des obsèques du député Jacques-Antoine Manuel, dont le cortège, suivi par près de cent mille personnes, est la première grande protestation publique d'opposition à la politique de Charles X. Le lendemain, il est révoqué de son poste à Louis-le-Grand et, par la suite, il lui est interdit de se présenter à l’agrégation de philosophie et de réintégrer l'enseignement public.
De 1827 à 1829, il est précepteur du fils aîné d'Alexandre Aguado (1784-1842), marquis de Las Marismas, un banquier d’origine espagnole. Il participe à l'élaboration du livret de l’opéra Guillaume Tell de Gioachino Rossini, écrit par Hippolyte Bis et Étienne de Jouy.
En 1829, Marrast commence à donner des conférences à l'Athénée et débute comme journaliste à La Tribune des départements, dont il devient le rédacteur en chef. Dès ses premiers articles, il s’impose à l’attention : une attaque contre le ministère lui vaut six mois de prison.
Autour de ce journal gravite une organisation clandestine d'étudiants et d'ouvriers républicains, la « Conspiration La Fayette », dirigée par son ami Louis-Adolphe Robin-Morhéry, qui va jouer joue un rôle important dans le déclenchement de la révolution de 1830, à laquelle Marrast prend une part active.

### La monarchie de Juillet (juillet 1830-février 1848)

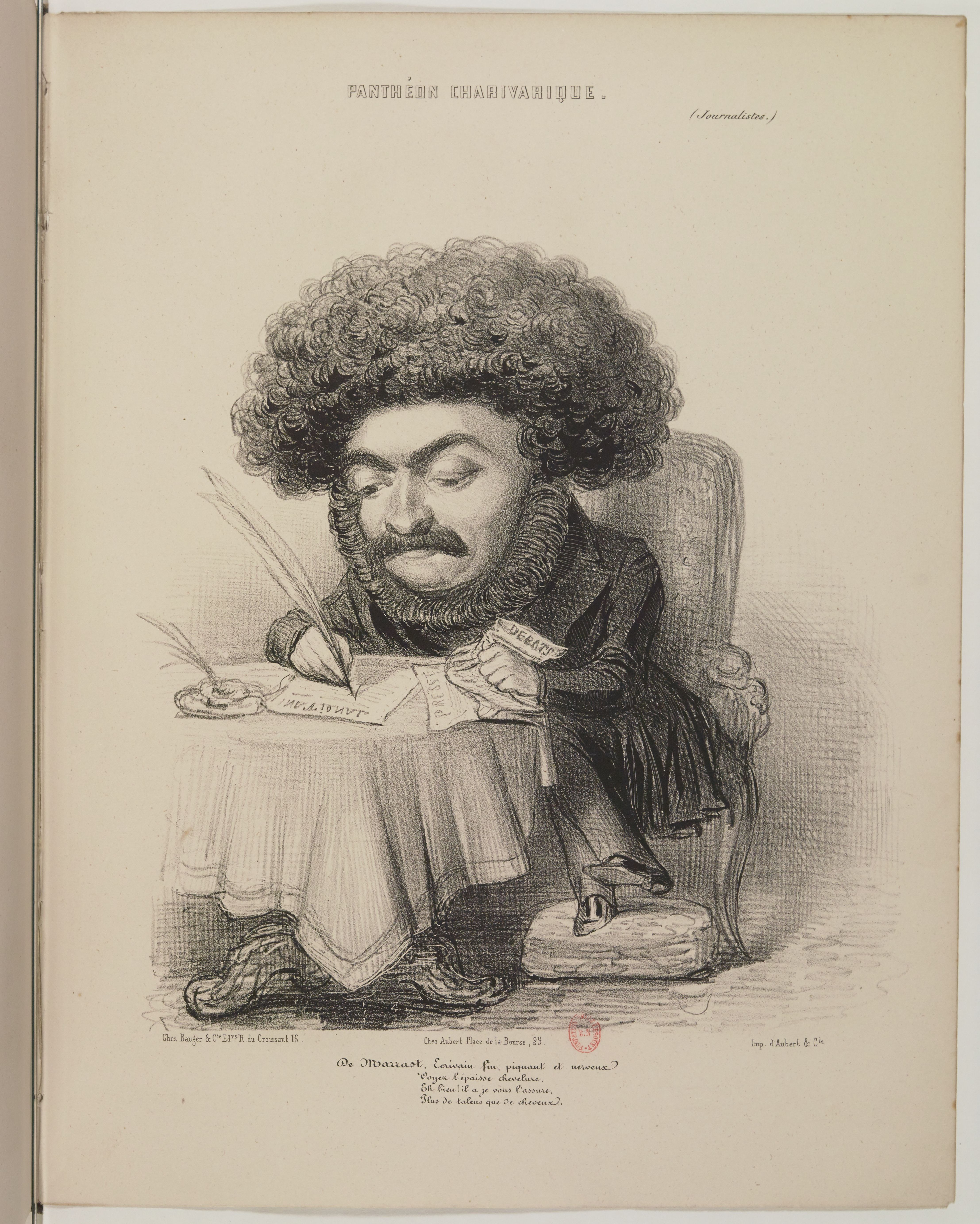
Armand Marrast caricaturé par Benjamin Roubaud dans le Panthéon charivarique.

Sous la monarchie de Juillet, toujours à La Tribune, il s'oppose à la politique de Louis-Philippe. Le journal, accablé de procès et d'amendes, cesse de paraître en mai 1835. Arrêté à la suite des journées de 1834 à Lyon et Paris, Marrast réussit à s'évader et se réfugie en Angleterre où il épouse une demoiselle Fitz-Clarence, de sang royal, quoique illégitime. Il rentre en France sans que son affaire soit réglée, mais les poursuites ne sont pas reprises à son encontre.
Après la mort d'Armand Carrel en 1836, il devient directeur du National, journal républicain.
Au moment de l’affaire Pritchard, en 1844, il publie sous le titre de « Galerie des pritchardistes » une série de portraits des députés ayant voté à la demande du ministère l’indemnité accordée à Pritchard, portraits qui eurent un grand succès.
En 1848, Armand Marrast est un des organisateurs du banquet républicain du 22 février, qui est le déclencheur immédiat de la révolution de 1848.

### La Seconde République
Le 9 mars, il devient maire de Paris, et exprime alors son opposition aux mesures en faveur des ouvriers. Élu en avril député à l'Assemblée nationale constituante, il siège dans les rangs de la « gauche non socialiste ». Il s'associe à la politique de répression qui suit les journées de Juin et dans l'ensemble, va voter les mesures cautionnées par la droite (contre l'abolition de la peine de mort, contre le droit au travail, pour les poursuites à l'encontre de Louis Blanc, etc.).
En juillet 1848, il devient président de l'Assemblée. Un des principaux rédacteurs de la constitution de 1848, il en est le rapporteur et la promulgue le 12 novembre 1848 sur la place de la Concorde à Paris. Le 20 décembre, c'est lui qui intronise le président de la République élu au suffrage universel, « le citoyen Charles Louis Napoléon Bonaparte ».

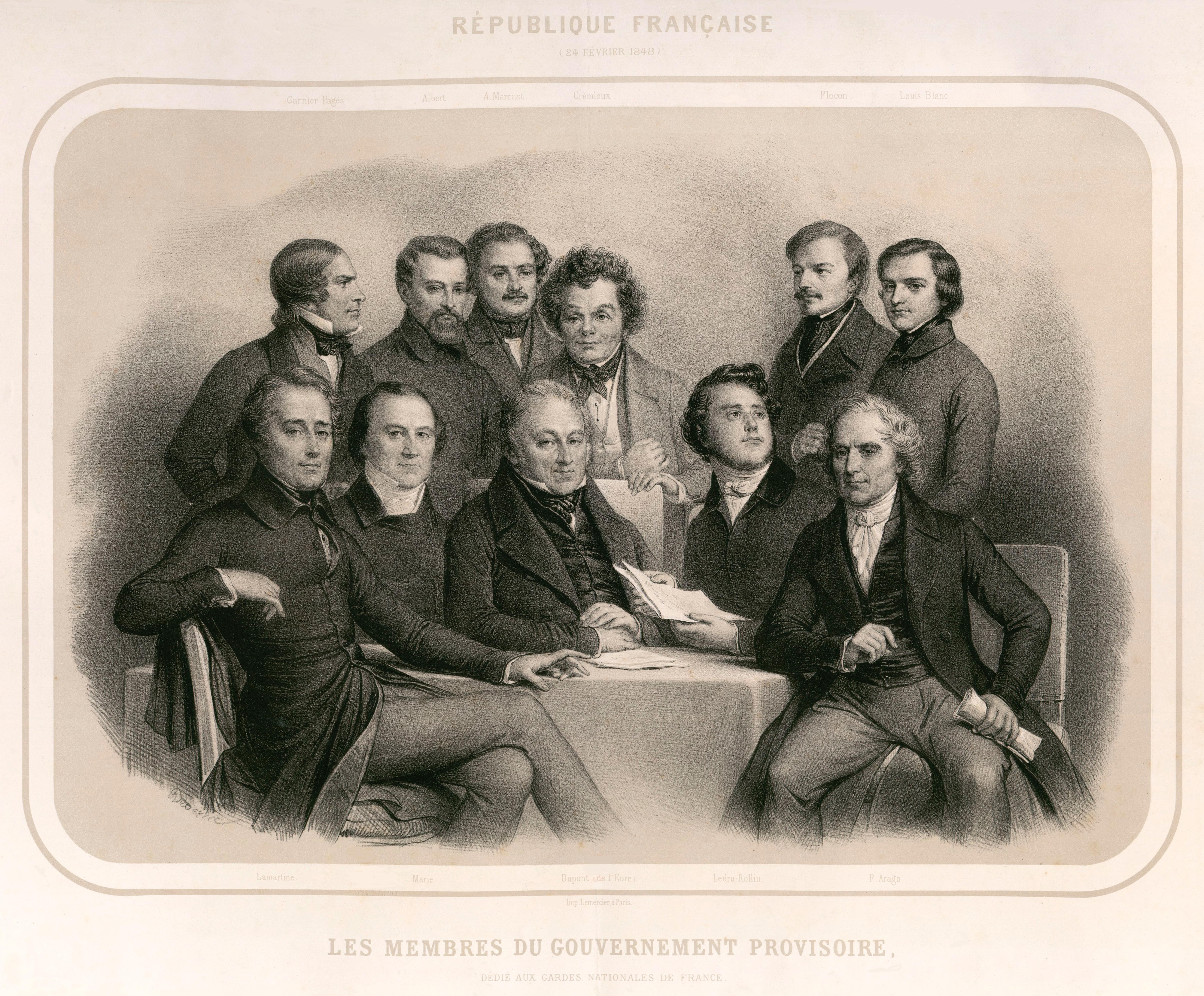
Marrast, membre du gouvernement provisoire.
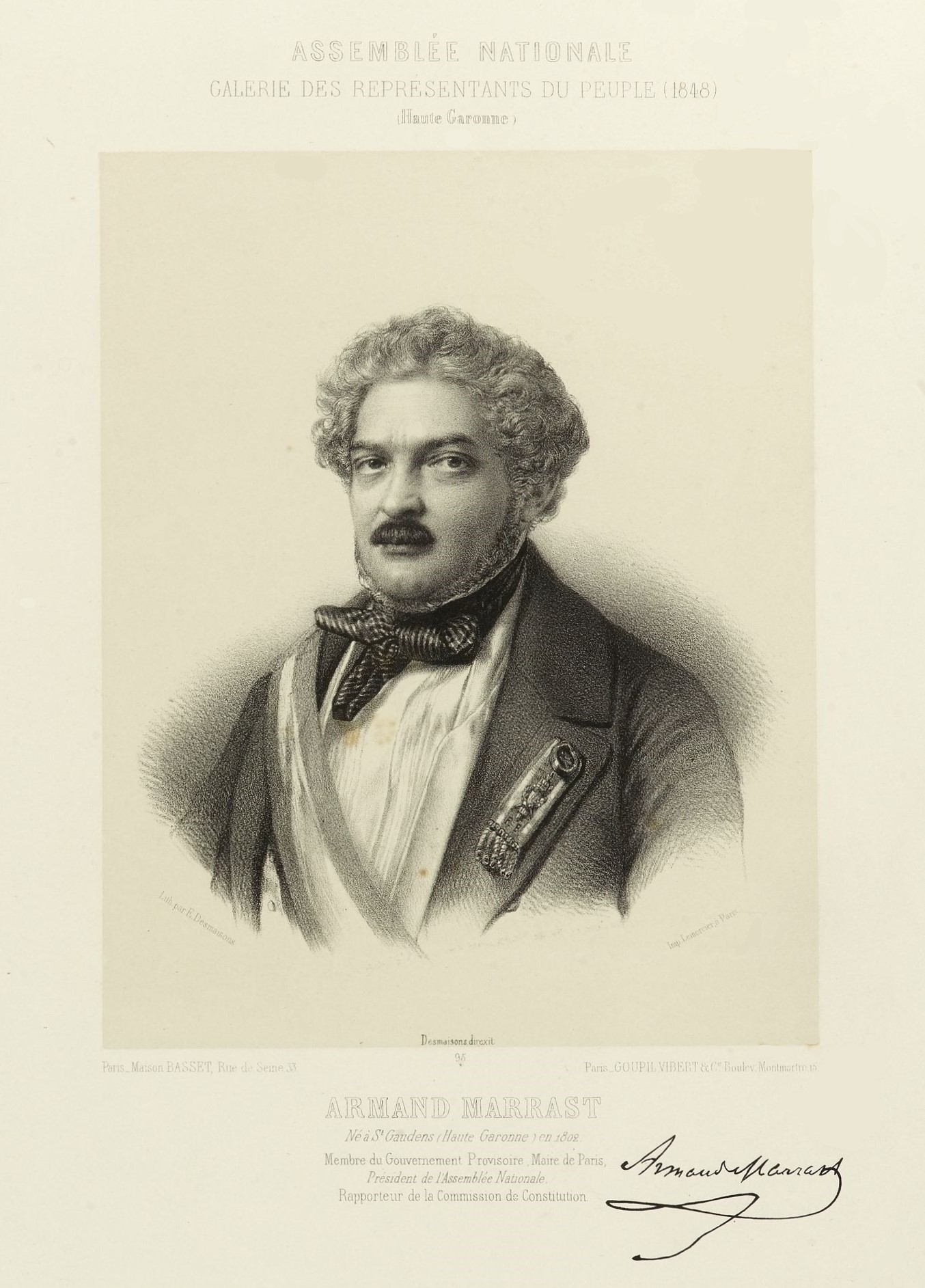
Armand Marrast. Lithographie d'Émile Desmaisons, Galerie des Représentants du Peuple, 1848.
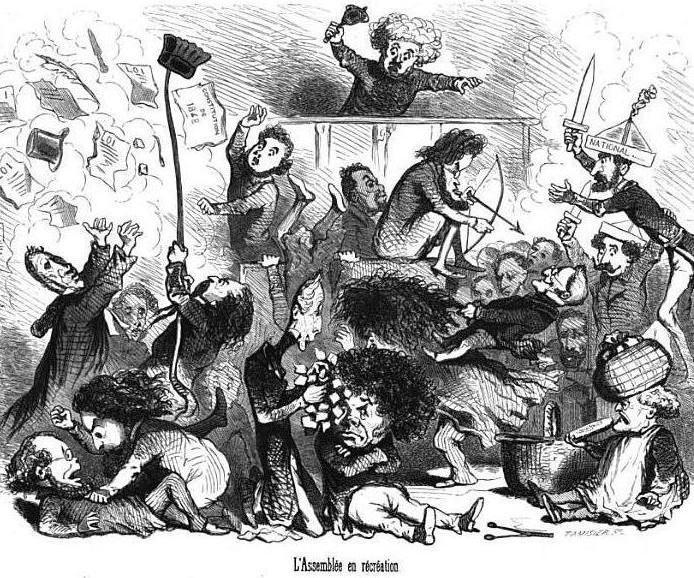
Marrast (avec sa cloche) tentant de ramener le calme à l'Assemblée nationale constituante. Caricaturé de Cham, Assemblée nationale comique, 1850.

Battu aux élections législatives des 13 et 14 mai 1849, il proclame la fin de l'Assemblée constituante le 28 mai, installe le bureau de l'Assemblée nationale législative, puis se retire de la vie politique.
Armand Marrast meurt le 10 mars 1852 à Paris II à  l’âge de 50 ans. Il est inhumé au cimetière de Montmartre (division 21) le 12 mars 1852.

## Portrait
- David d'Angers, Profil, médaillon, bronze, 1848, musée de la Vie romantique, Paris